# Житие Дон Кихота и Санчо (фильм)
«Житие́ Дон Кихо́та и Са́нчо» (груз. ცხოვრება დონ კიხოტისა და სანჩოსი) — советско-испанский 9-серийный драматический художественный фильм 1988 года, поставленный на киностудии «Грузия-фильм» по мотивам романа Мигеля де Сервантеса «Хитроумный идальго Дон Кихот Ламанчский». Название фильма заимствовано у одноимённой книги Мигеля де Унамуно.

## Сюжет
Местами экранизация, местами чтение, местами балет, местами театральная постановка, а местами даже кукольный театр, точнее театр марионеток. Местами притча. Но, в целом, очень подробная экранизация бессмертного романа.

## В ролях
- Кахи Кавсадзе — Дон Кихот (дублирует Александр Лазарев)
- Мамука Кикалейшвили — Санчо Панса (дублирует Армен Джигарханян)
- Рамаз Чхиквадзе — Перес, священник
- Леонид Куравлёв — Николас, цирюльник
- Тамара Схиртладзе — домоправительница
- Анастасия Вертинская — герцогиня
- Георгий Харабадзе — герцог
- Отар Коберидзе — сеньор
- Лия Гудадзе — сеньора
- Автандил Махарадзе — хозяин постоялого двора
- Амиран Амиранашвили — Самсон Карраско
- Баадур Цуладзе — дон Диего де Миранда
- Зураб Кипшидзе — Гамлет, принц датский
- Тамаз Толорая — Хуан
- Лика Кавжарадзе
- Теймураз Баблуани
- Борис Андроникашвили
- Гиви Берикашвили